# Venus Lux
Venus Lux (San Francisco, California; 10 de octubre de 1990) es una actriz pornográfica, directora y productora transexual estadounidense.

## Inicios
Lux nació y creció en San Francisco, California y es de origen chino y mongol. Trabajó como escort, estríper y camarera antes de iniciar su carrera pornográfica.

## Carrera
Lux se introdujo en la industria del cine para adultos en 2012 después de recibir un correo electrónico de un buscador de talentos de Kink.com. Su primera escena fue para TSPussyHunters.com. Posee un estudio llamado Venus Lux Entertainment.

## Vida personal
En marzo de 2009, Lux decidió convertirse en una mujer transexual. Comenzó con el travestismo durante unas pocas semanas antes de iniciar una terapia hormonal y someterse a una cirugía de aumento de senos.

## Apariciones en los medios
| Año  | Título                   | Papel      | Notas                                     |
| ---- | ------------------------ | ---------- | ----------------------------------------- |
| 2012 | Brody Stevens: Enjoy It! | Ella misma |                                           |
| 2013 | The Naughty Show         | Ella misma | Episodio: "The Brody Stevens Dating Game" |

## Premios y nominaciones
| Año  | Ceremonia        | Resultado | Categoría                                                                        | Trabajo                      |
| ---- | ---------------- | --------- | -------------------------------------------------------------------------------- | ---------------------------- |
| 2013 | Premios AVN      | Nominado  | Mejor escena de sexo transexual (con Annalise Rose y Christian XXX)              | American She-Male X 2        |
| 2013 | Premios AVN      | Nominado  | Artista transexual del año                                                       | —                            |
| 2013 | Premios XBIZ     | Nominado  | Artista transexual del año                                                       | —                            |
| 2014 | Premios AVN      | Nominado  | Mejor escena de sexo transexual (con Spencer Fox)                                | America's Next Top Tranny 17 |
| 2014 | Premios AVN      | Nominado  | Mejor escena de sexo transexual (con Jane Marie, Chanel Couture y Christian XXX) | TS Jane Marie: 5 Star Bitch  |
| 2014 | Premios AVN      | Nominado  | Artista transexual del año                                                       | —                            |
| 2014 | NightMoves Award | Ganador   | Best Transsexual Performer (Fan's Choice)                                        | —                            |
| 2014 | Tranny Award     | Ganador   | Best Scene (con Foxxy)                                                           | Asian Nail Salon             |
| 2014 | Tranny Award     | Ganador   | Best Solo Site                                                                   | Venus-Lux.com                |
| 2014 | Tranny Award     | Ganador   | Best Hardcore Model                                                              | —                            |
| 2014 | Premios XBIZ     | Ganador   | Artista transexual del año                                                       | —                            |
| 2014 | Premios XBIZ     | Nominado  | Transsexual Site of the Year                                                     | Venus-Lux.com                |
| 2015 | Premios AVN      | Ganador   | Mejor escena de sexo transexual (con Dana Vespoli)                               | TS, I Love You               |
| 2015 | Premios AVN      | Ganador   | Artista transexual del año                                                       | —                            |
| 2015 | Premios XBIZ     | Ganador   | Artista transexual del año                                                       | —                            |
| 2015 | Premios XBIZ     | Nominado  | Adult Site of the Year - Transsexual                                             | Venus-Lux.com                |
| 2017 | Premios AVN      | Nominada  | Artista transexual del año                                                       | —                            |
| 2017 | Premios AVN      | Nominada  | Mejor escena de sexo transexual                                                  | TS Girls in Charge           |
| 2017 | Premios XBIZ     | Nominada  | Artista transexual del año                                                       | —                            |